# Бассет, Ральф, барон Бассет из Дрейтона
Ральф Бассет (V) (англ. Ralph Basset; умер 4 августа 1265) — барон Бассет из Дрейтона с 1264, английский землевладелец и военачальник, один из лидеров баронской оппозиции во время Второй баронской войны. В декабре 1264 года получил вызов от Симона де Монфора в созываемый им парламент. Погиб в битве при Ившеме. Его владения были конфискованы и переданы сторонникам короля Генриха III, однако вскоре их возвратили вдове покойного, Маргарет де Сомери, в знак признания заслуг её отца, роялиста Роджера де Сомери, перед короной.
Законность вызова Ральфа в парламент Симона де Монфора остаётся дискуссионной, поэтому его сын Ральф Бассет (VI), который в 1295 году был призван королём Эдуардом I как барон Бассет из Дрейтона в английский парламент, официально считается либо 2-м бароном, если считать, что титул был восстановлен, либо 1-м, если не признавать вызов в парламент его отца.

## Происхождение
Ральф происходил из англо-нормандского рода Бассетов, основателем которого был Ральф Бассет (I), юстициарий короля Англии Генриха I Боклерка. В XII веке род разделился на несколько ветвей. Предком барона Бассета из Дрейтона был Ральф Бассет (II) (умер в 1160), один из сыновей юстициария Ричарда Бассета, старшего сына Ральфа Бассета (I).

## Биография
Точный год рождения Ральфа неизвестен. Поскольку он активно действовал в 1260-х годах, то вероятнее всего он родился не позже 1230 года. Его отец, Ральф Бассет (IV), умерший между 1255 и 1257 годами, владел пятью манорами в Стаффордшире, Лестершире, Ноттингемшире и Дорсете, основным его владением был манор Дрейтон Бассет в Стаффордшире. Доход от поместий составлял 100 фунтов в год.
Около 1245 года Ральф женился на Маргарет де Сомери, дочери Роджера (IV) де Сомери из Дадли в Вустершире. Она была наследницей своей матери, Николь д’Обиньи, дочери Уильяма д’Обиньи, 4-го графа Арундела, унаследовавшей после смерти бездетных братьев манор в Барроу-апон-Сор в Лестершире.
Хотя источники называют Бассета одним из лидеров баронской оппозиции во время Второй баронской войны, однако нет никаких доказательств, что он был соратником Симона де Монфора до битвы при Льюисе. В период между 1257 и 1262 годами он несколько раз откликался на военные призывы короля Генриха III. В начале лета 1263 года Бассет присоединился к повстанческим отрядам, организованным Роджером де Лейбёрном, Роджером де Клиффордом, Хамо ле Стренджем и некоторыми другими рыцарями, изгнанными принцем Эдуардом, наследником Генриха III. Они нападали на владения своих врагов при королевском дворе, в том числе пострадали земли архиепископа Кентерберийского и епископа Херефорда, за что архиепископ 3 октября отлучил их от церкви. Впрочем, впоследствии правительство Монфора помиловало всех. 18 августа рыцари начали тайные переговоры с принцем Эдуардом.
Хотя король Генрих III и пригласил Бассета 28 октября на помощь, тот не откликнулся и не принимал участие в битве при Льюисе 14 мая 1264 года, закончившейся разгромом королевской армии и победой Монфора. 7 июня Монфор, ставший фактическим правителем Англии, назначил Бассета хранителем мира в Шропшире и Херефордшире.
4 декабря 1264 года Симон де Монфор объявил о созыве парламента (так называемого «парламента Монфора»). В числе прочих вызов получил и Ральф как «барон Бассет из Дрейтона». Сам парламент собрался в 20 января 1265 года в Вестминстере, на его заседаниях присутствовал и Бассет. На нём он был назначен констеблем замков Шрусбери и Бриджнорт, в последующие 6 месяцев это назначение было подтверждено. Основной задачей ему ставилось преследование сторонников короля и арест предшественника, Хамо ле Стренджа.
Не установлены точные причины, по которым Бассет поддерживал Монфора. В их числе называют и тот факт, что Монфор оказался правителем Англии, и недовольство иностранцами, заполонившими королевский двор. Кроме того, у него были конфликты с королевскими сторонниками, в том числе и с собственным тестем, Роджером де Сомери, который в 1263 году был его предшественником как хранитель Шропшира и Стаффордшира, у которого он был в долгу. Также Сомери удерживал в своих руках поместье Барроу-апон-Сор, которое было наследством жены Ральфа. Ещё Бассет враждовал со своим кузеном Робертом де Таттершолом, который захватил после битвы при Льюисе находившийся рядом с его владениями манор Таттершолл в Лестершире с доходом в 70 фунтов в год. Кроме того, Бассет конфликтовал с ещё одним соседом, Филиппом Мармийоном, бароном Тамворта. Хотя Ральф не получил от Монфора никаких пожалований, но известно, что в 1266 году он владел от Роберта де Феррерса, графа Дерби, манором Бридон в Лестершире с доходом в 40 фунтов в год.

## Гибель и наследство
4 августа 1265 года Бассет принял участие в битве при Ившеме в составе армии Монфора. Битва Монфором была проиграна, сам он был убит. Всего в битве погибло 160 баронов и рыцарей, в их числе был и Бассет, названный рыцарем-баннеретом. О его смерти сообщают несколько хронистов, хотя описанная Уильямом Рашангером история о том, что Бассет, Хью ле Диспенсер и некоторые бароны отвергли предложение Монфора бежать до битвы, вероятнее всего, выдумана.
После гибели Бассета его владения были конфискованы Генрихом III и розданы им своим сторонникам — Роджеру де Клиффорду, Роберту де Тибетоту, Роберту де Таттершоллу и Уильяму Бэготу. Однако вскоре король возвратил их Маргарет де Сомери, вдове покойного, в знак признания заслуг её отца перед короной. Около 1270 года она вторично вышла замуж — за сэра Ральфа Кромвеля (ум. 1289), после смерти которого в 1293 году стала монахиней.
Ральф Бассет (VI), единственный известный сын Ральфа Бассета, ставший наследником владений родителей, в 1295 году был призван королём Эдуардом I в парламент как 1-й барон Бассет из Дрейтона.

## Брак и дети
Жена: ок. 1245 Маргарет де Сомери (ум. после 1293), дочь Роджера (IV) де Сомери из Дадли в Вустершире; вторым браком она вышла замуж за Ральфа де Кромвеля из Кромвеля в Ноттингемшире. Дети:
- Ральф Бассет (VI) (ум. 31 декабря 1299), 1-й барон Бассет из Дрейтона с 1295[4];
- (?) Мод Бассет; муж: Джон де Грей (ок. 1268 — 18 октября 1323), 2-й барон Грей из Уилтона с 1308[4][13].